# Sierroz
Le Sierroz ou Sierre ([sjeʁ(o)] ; en arpitan savoyard : Sierro) est une rivière située en France dans le département de la Savoie en région Auvergne-Rhône-Alpes.
Long de 19 km, il prend sa source dans le massif des Bauges et se jette dans le lac du Bourget. Par le lac, le Sierroz est donc un sous-affluent du Rhône.
Au niveau de Grésy-sur-Aix, le site naturel classé des gorges du Sierroz a été un haut-lieu du tourisme régional.

## Toponymie
Le nom de la rivière est Sierro en arpitan savoyard et Sierroz ou Sierre en français. Son nom est attesté sous les formes historiques suivantes : ab acqua de Ciers en 1313, ab acqua de Syerra en 1323, Sirro en 1356, l´eaud e Sierroz en 1683, et au delà du Sierroz en 1767.
Les deux formes françaises modernes, Sierroz et Sierre, correspondent à deux degrés différents de francisation du nom arpitan savoyard originel, Sierro, qui se prononce [ˈsje.ro] avec l'accent sur l'avant dernière syllabe (paroxyton). La tradition graphique locale est d'ajouter un -z final qui ne se prononce pas mais indique la position correcte de l'accent tonique,,, mais il est également fréquent de voir cet "o" final atone remplacé par son équivalent français, le e caduc. Dans tous les cas, le "-z" final ne se prononce pas, et le "o" ou "e" final ne doit se prononcer qu'à peine voire pas du tout.
Selon Ernest Nègre, le nom de la rivière vient de la racine préceltique *cier.

## Géographie
La longueur de son cours d'eau est de 19 km et son bassin versant occupe une superficie de 157 km2 ou 133 km2.
Le Sierroz traverse irrigue notamment les communes d'Aix-les-Bains, de Grésy-sur-Aix, d'Épersy (Entrelacs), de Saint-Offenge et du Montcel.
Il prend sa source dans les Bauges, à proximité du Revard et à 1 307 m d'altitude sur la commune du Montcel[réf. nécessaire].
Le Sierre a son embouchure sur la rive droite - est - du lac du Bourget, à 240 m d'altitude sur la commune d'Aix-les-Bains.

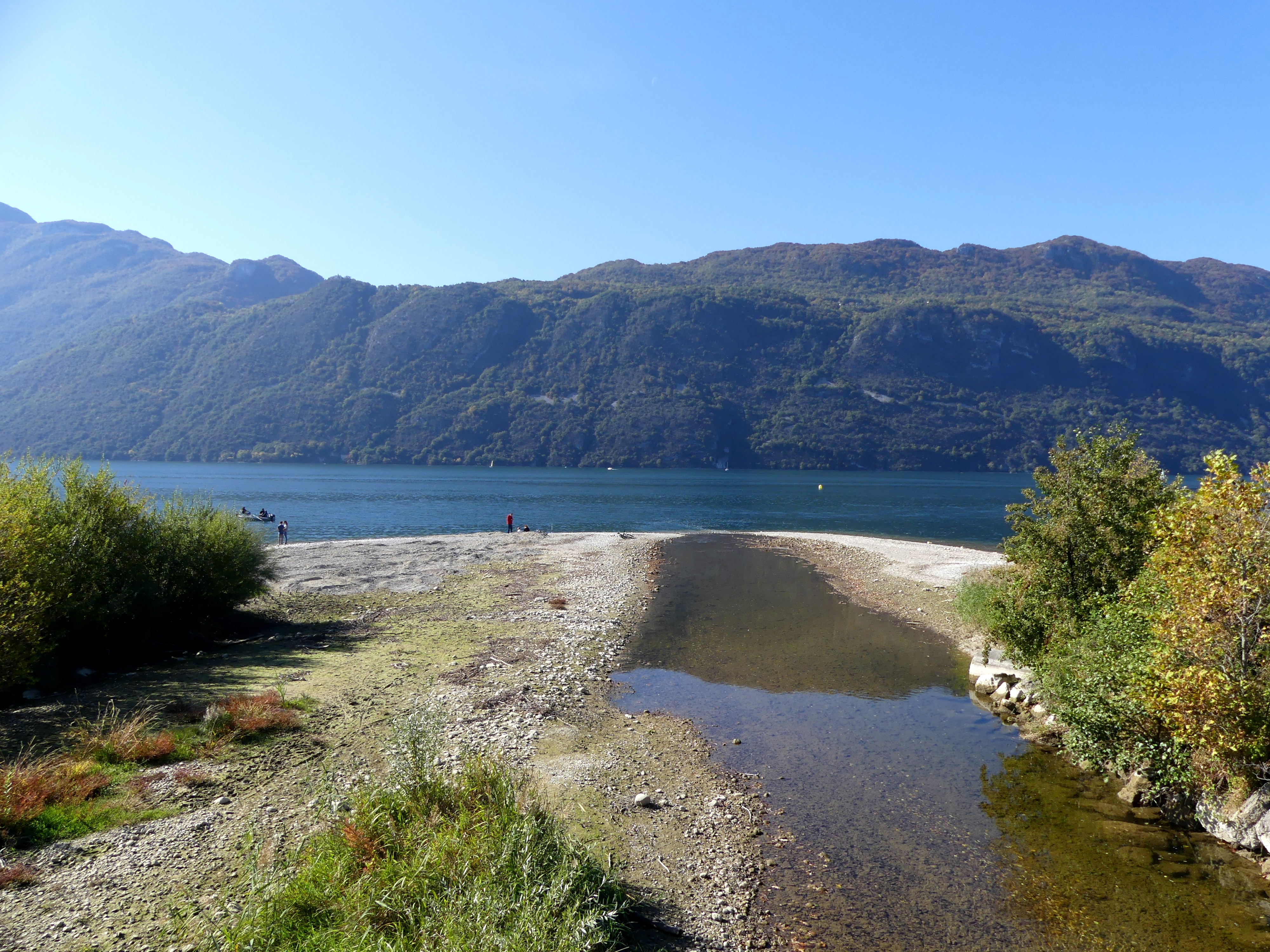
L'embouchure du Sierroz dans le lac du Bourget (lit réduit par l'absence de pluies).

## Communes et cantons traversés
Dans le seul département de la Savoie, le Sierre traverse six communes et deux cantons :
- dans le sens amont vers aval : Montcel (source), Saint-Offenge, Épersy (Entrelacs), Grésy-sur-Aix, Aix-les-Bains (confluence).

Soit en termes de cantons, le Sierre prend source, s'écoule et conflue dans le seul canton d'Aix-les-Bains-1, dans l'arrondissement de Chambéry.

## Affluents
Le Sierre a douze affluents référencés :
- la Rionde (rd) 2 km sur les trois communes de Arith, Saint-Offenge-Dessus, Saint-François-de-Sales avec un affluent :
  - le ruisseau des Tures (rx) 1,2 km sur les deux communes de Arith et Saint-François-de-Sales avec un affluent :
    - le ruisseau des Otalets (rd) 0,9 km sur les deux communes de Arith et Saint-François-de-Sales.
- le ruisseau de Cochette (rd) 1,7 km sur les deux communes de Montcel et Saint-Offenge.
- le ruisseau du Gout (rg) 1,1 km sur la seule commune de Montcel.
- le ruisseau Nant du Rey (rd) 1,1 km sur les deux communes de Saint-Ours et Épersy (Entrelacs) avec un affluent :
  - le Monderesse, 1,7 km sur les trois communes de Saint-Ours, Cusy, Saint-Offenge, avec un affluent :
    - le ruisseau Nant de la Forêt, 2,2 km sur la seule commune de Saint-Ours.

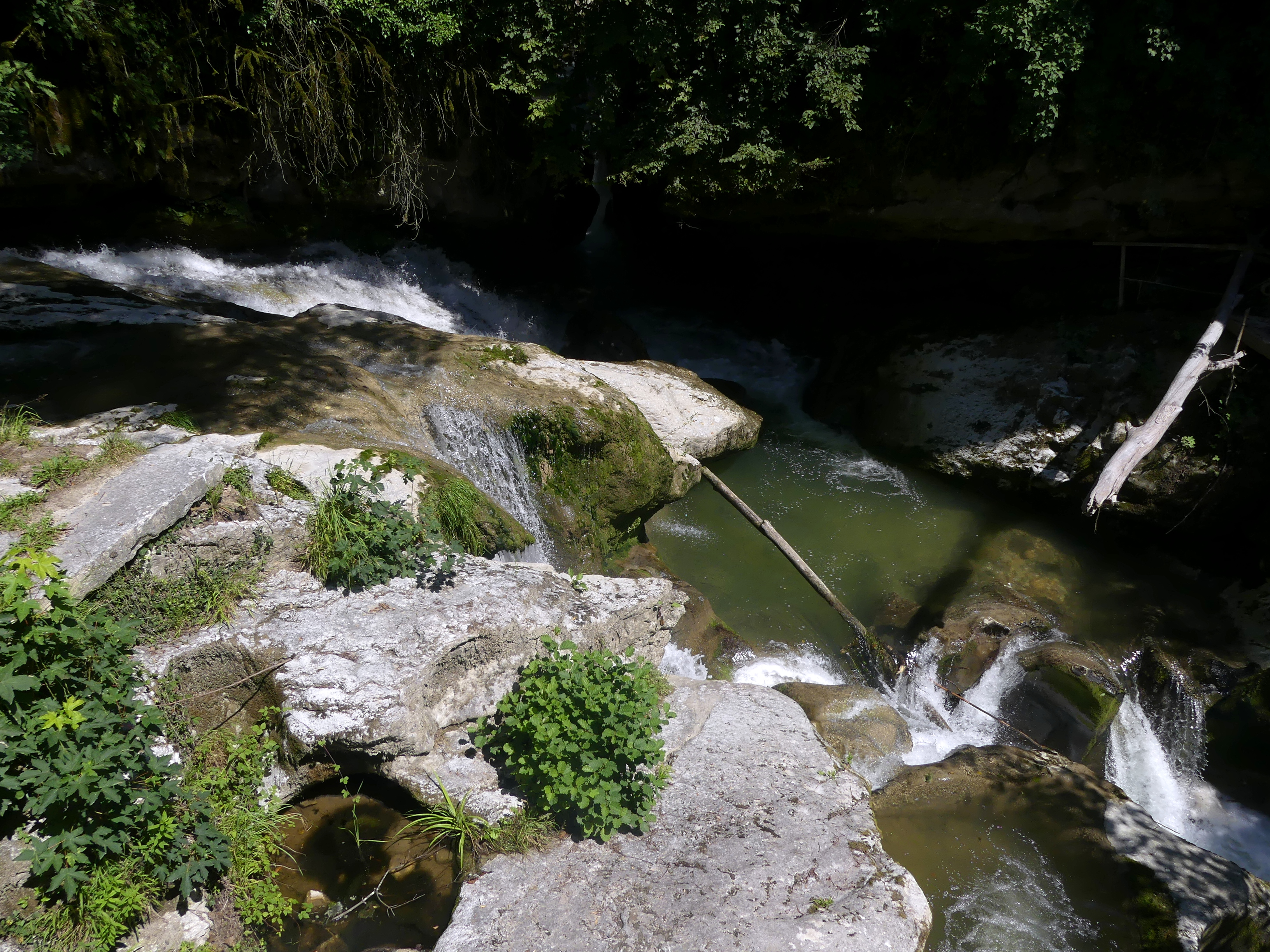
Cascade au confluent de la Deysse.

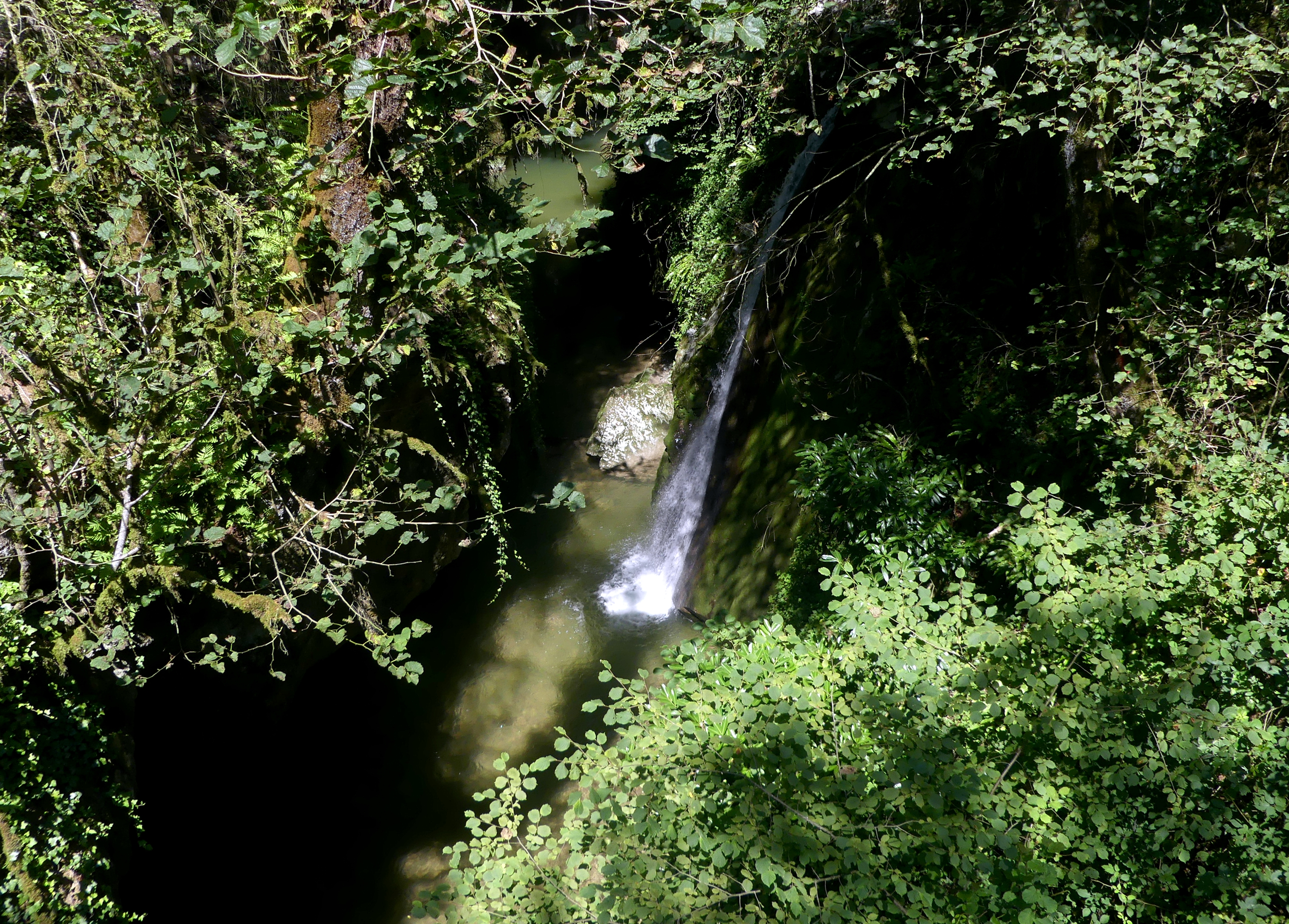
Cascade des Gents aux gorges.

- le ruisseau Nant de Goué (rg) 3,6 km sur la seule commune de Montcel.
- le ruisseau de la Curlaz (rg) 1,6 km sur les deux communes de Montcel et Épersy.
- la Meunaz (rg) 4,8 km sur les quatre communes de Montcel, Grésy-sur-Aix, Trévignin et Épersy (Entrelacs) avec trois affluents :
  - le ruisseau de Fouestsan (rd) 2,9 km sur la seule commune de Montcel.
  - le ruisseau du Créton (rd) 1,6 km sur la seule commune de Montcel.
  - le ruisseau de Laya (rg) 3,1 km sur les deux communes de Montcel et Trévignin.
- le ruisseau Nant d'Arbussin (rd) 0,7 km sur la seule commune de Grésy-sur-Aix.
- la Deysse ou Daisse (rd) 16,1 km sur sept communes avec douze affluents référencés - rang de Strahler égal à 3 -
- le ruisseau des Gents (rg) 3,5 km sur les deux communes de Grésy-sur-Aix et Trévignin.
- le ruisseau Nant des Fougères (rg) 2,1 km sur la seule commune de Grésy-sur-Aix.
- le ruisseau Nant de l'Abbaye (rg) 4,4 km sur les quatre communes de Grésy-sur-Aix, Trévignin, Aix-les-Bains et Pugny-Chatenod avec un affluent :
  - le ruisseau du Foran (rg) 3,9 km sur les trois communes de Grésy-sur-Aix, Aix-les-Bains et Pugny-Chatenod.

Géoportail ajoute en partie haute le Ruisseau des Ebats (rg) 1,9 km sur la commune du Montcel et venant de la forêt domaniale du Grand Revard, près du Mont Revard.
Le rang de Strahler est donc de quatre.

## Hydrologie
Le Sierre traverse une seule zone hydrographique La Sierre (V132) de 157 km2 constituée de 'Forêts et milieux semi-naturels' à 37,8 %, de 'territoires agricoles' à 37,8 %, de territoires artificialisés à 10,6 %, et de zones humides pour 0,8 %.

## Organisme gestionnaire
L'organisme gestionnaire est les Eaux du lac du Bourget et le Cisalb lac du Bourget.

## Les gorges du Sierroz

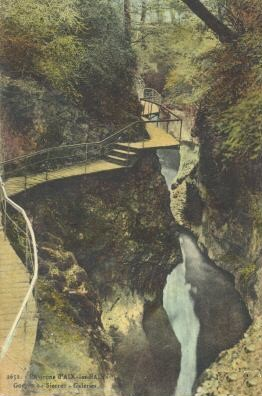
Passerelle au-dessus des gorges.

### Exploitation des gorges et intérêt environnemental
Ces gorges furent un haut lieu touristique du bassin aixois durant la belle époque, à la fin du XIXe et du début du XXe siècle. 
Aujourd'hui les gorges du Sierroz sont une ZNIEFF de type I numéro 820031465 référencée depuis 2007 sur les cinq communes de Épersy (Entrelacs), Grésy-sur-Aix, Montcel, Saint-Offenge-et Trévignin. 

## Cascade
Une cascade vers 890 mètres d'altitude entre Saint-Offenge-Desus et Montcel 45° 42′ 21″ N, 6° 01′ 01″ E

## Pêche et AAPPMA
Le Sierroz est un cours d'eau de première catégorie, et l'AAPPMA gestionnaire est celle d'Aix-les-Bains et du Châtelard pour la partie amont.
Les espèces rencontrés sont la truite fario, le chabot, le vairon, la chevesne et le blageon. 